# 新竹公會堂
新竹公會堂，是位於臺灣新竹市東區東門里的公會堂建築，1921年落成，戰後時期先後作為新竹中山堂、新竹社教館、國立新竹生活美學館使用，列歷史建築。

## 歷史

### 新竹公會堂時期

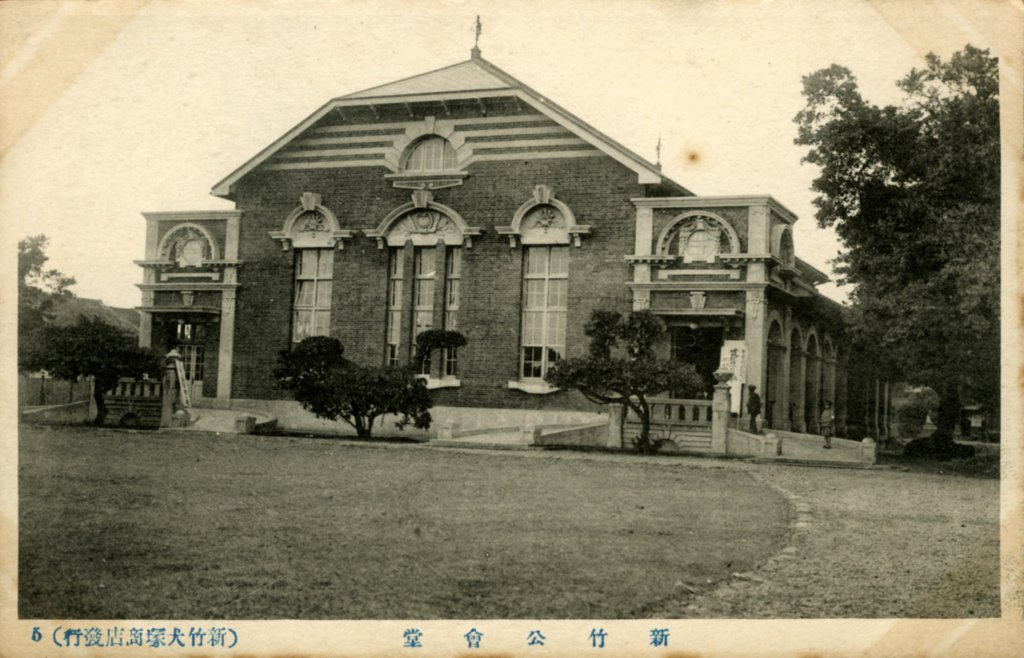
新竹公會堂原貌

新竹公會堂土地原先是竹塹社聚落，至清朝時成為清軍練武的武營頭。1920年7月，新竹人鄭拱辰等士紳、政府集資74,593圓在此興建新竹公會堂。1921年7月15日上棟。
新竹公會堂外觀原為森山松之助風格，立面屋頂為切角頂背心式（半切妻）結構，立面紅磚白飾，左右各有衛塔。入口分設兩側，設左右設有側廊。背立面屋頂採歇山（入母屋）形式。
新竹公會堂建好後，成為竹梅吟社的文藝場所，如連雅堂在1931年3月18日就應邀參加。
據東門保福德祠管理人蘇桃回憶，新竹公會堂原先附近都空曠，直到戰後初期都有僅有幾戶竹屋。每逢10月25日前後新竹神社祭祀，新竹公會堂周圍就會有馬戲團、相撲、木劍表演等。這時，同樂軒、新樂軒等北管樂團，就會到新竹公會堂廣場搭架演出。
新竹市東門街之所以舊暱稱「陸軍路」，是因日軍會經過此街到新竹公會堂操演。1943年11月4日，美國陸軍航空偵察隊來此偵查後，附近有部隊駐紮的新竹公會堂被列為轟炸區域。1945年5月15日，新竹空襲，新竹公會堂建物遭B-29超級堡壘轟炸機轟炸受損。

### 省立新竹社教館時期

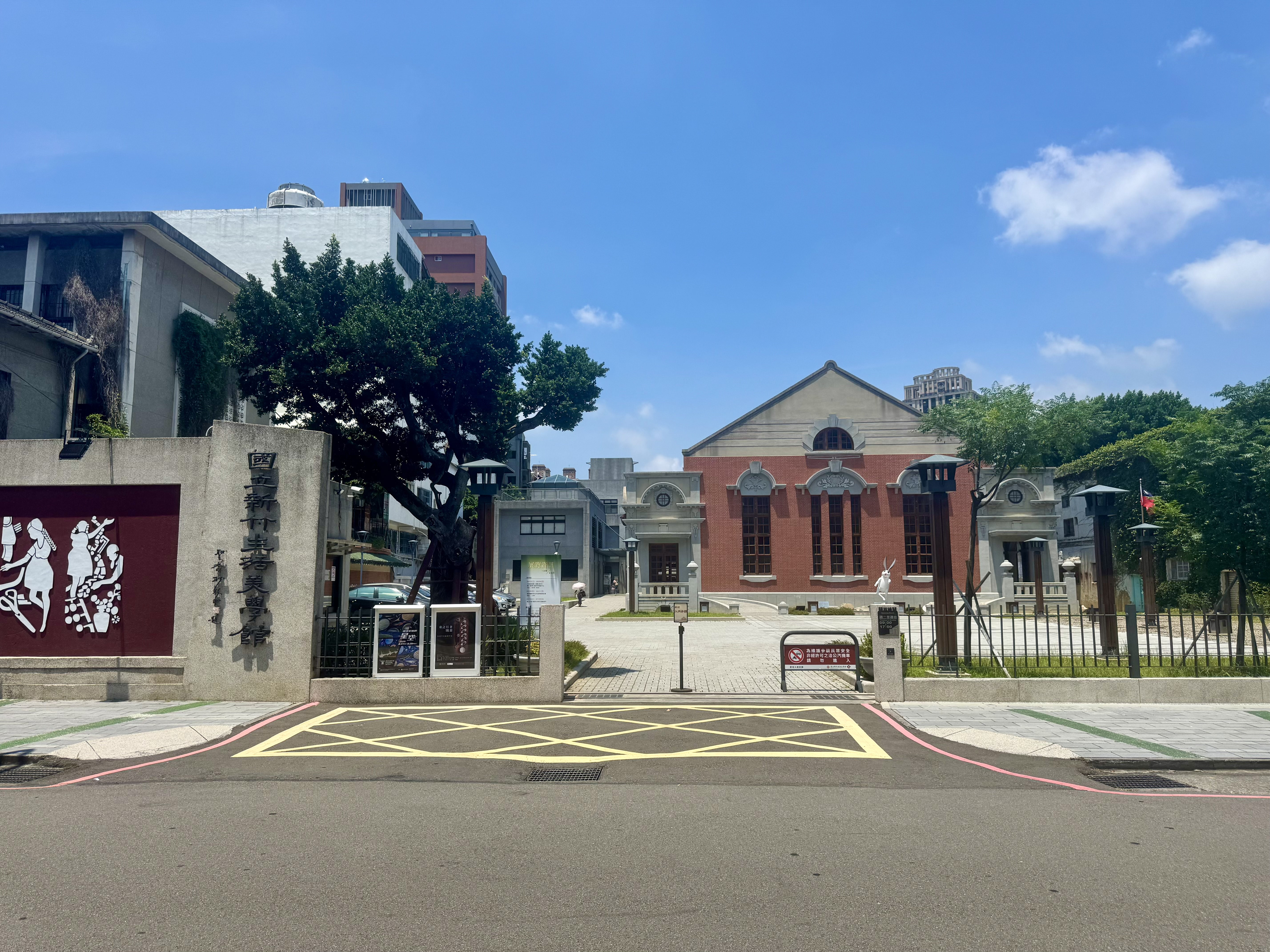
新竹公會堂廣場

1947年10月舉行修復，半切妻屋頂改為白色山牆。1948年，新竹公會堂改成中山堂時，原在新竹神社的林恆茂家族石獅就在林占梅曾孫林家興建議下移來此地。
1955年4月30日，新竹公會堂改作台灣省新竹社教館。初期配合國情以政令宣導和發展國語教育為主。
1959年，新竹公會堂廣場增建體育場，新竹公會堂空間因此變得局促。此時代，新竹市的攤商自新竹城隍廟前開始發展，蔓延到新竹公會堂四週，此地成為商圈。
1994年5月19日，台灣省政府決定將新竹公會堂拆除，改建成大樓。10月20日，市政府與社教館進行協商，委由東海大學建築研究所規劃改建計畫。原先建築預算高達新台幣二十億元，後因凍省而中止。1998年2月23日，李乾朗探查新竹社教館後，向市長蔡仁堅建議可恢復新竹公會堂時期的原貌。
自1970年代起，新竹公會堂對面的建國公園開始出現色情、治安問題，導致新竹公會堂形象不佳。像是賭徒會公然在新竹公會堂廣場以象棋聚賭。有次因李遠哲返鄉奔喪遇到流鶯拉客而不滿，使得東門派出所只好派警員在新竹公會堂前站崗取締。後在建國公園發展促進會、關帝、東門、成功三里共同管理下，新竹公會堂周圍環境才改善。

### 國立新竹社教館時期

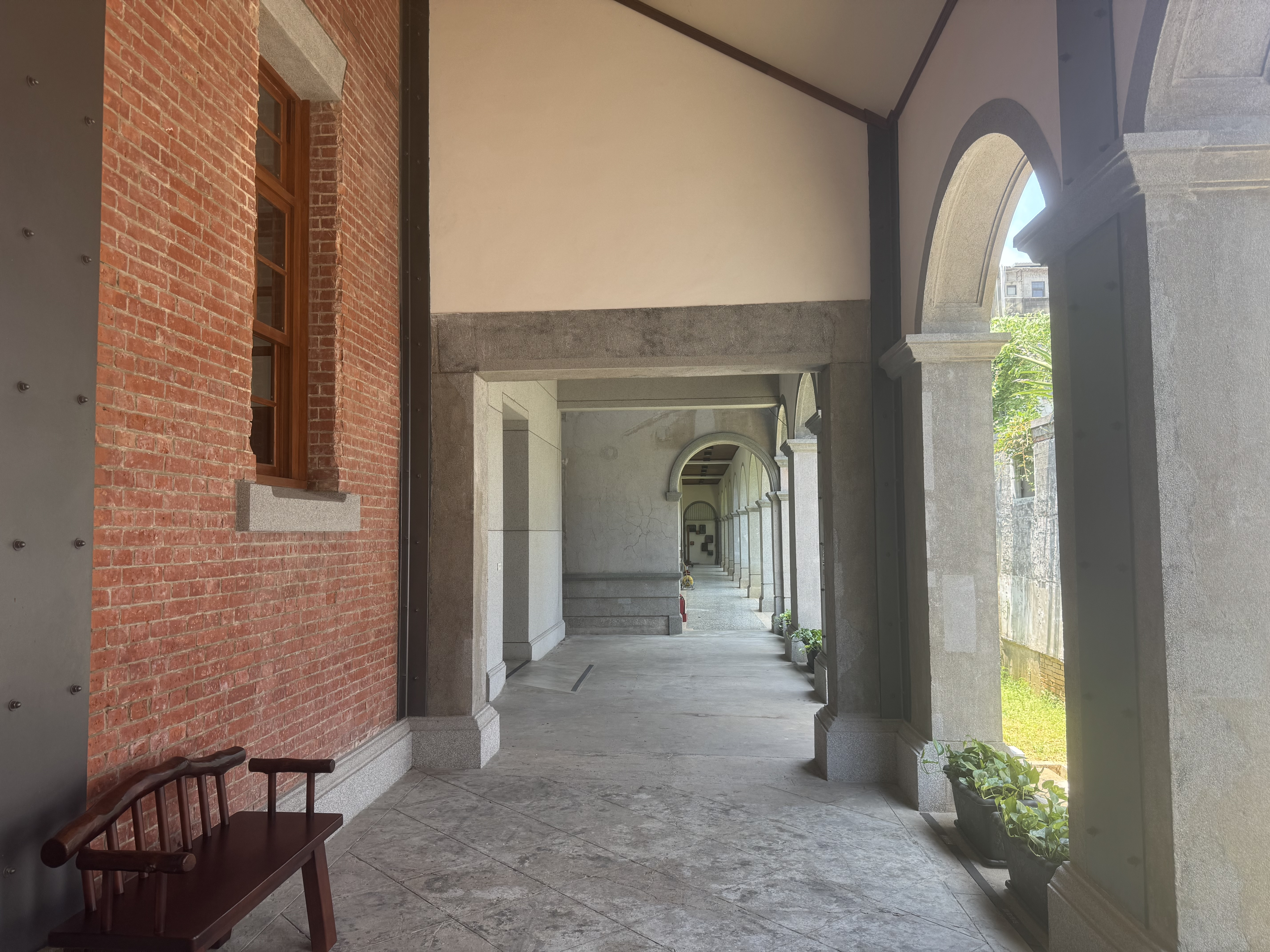
新竹公會堂迴廊

1999年7月31日，省立新竹社教館因精省而改隸教育部而成為國立新竹社會教育館，舉行掛牌。
新竹社教館對廣場管制門禁，除汽車不准任意進入以外，連機車同樣被排除於門外，引起市民不滿。1999年9月25日，新竹市火車站前SOGO百貨開幕後，附近東門街和東大路及東門城圓環一帶交通更加繁忙。東門里里長廖建福、市議員鄭劉淑妹、許文棟曾建議將新竹公會堂廣場作為東門形象商圈停車場，但2004年4月6日遭市府否決。

### 國立新竹生活美學館時期

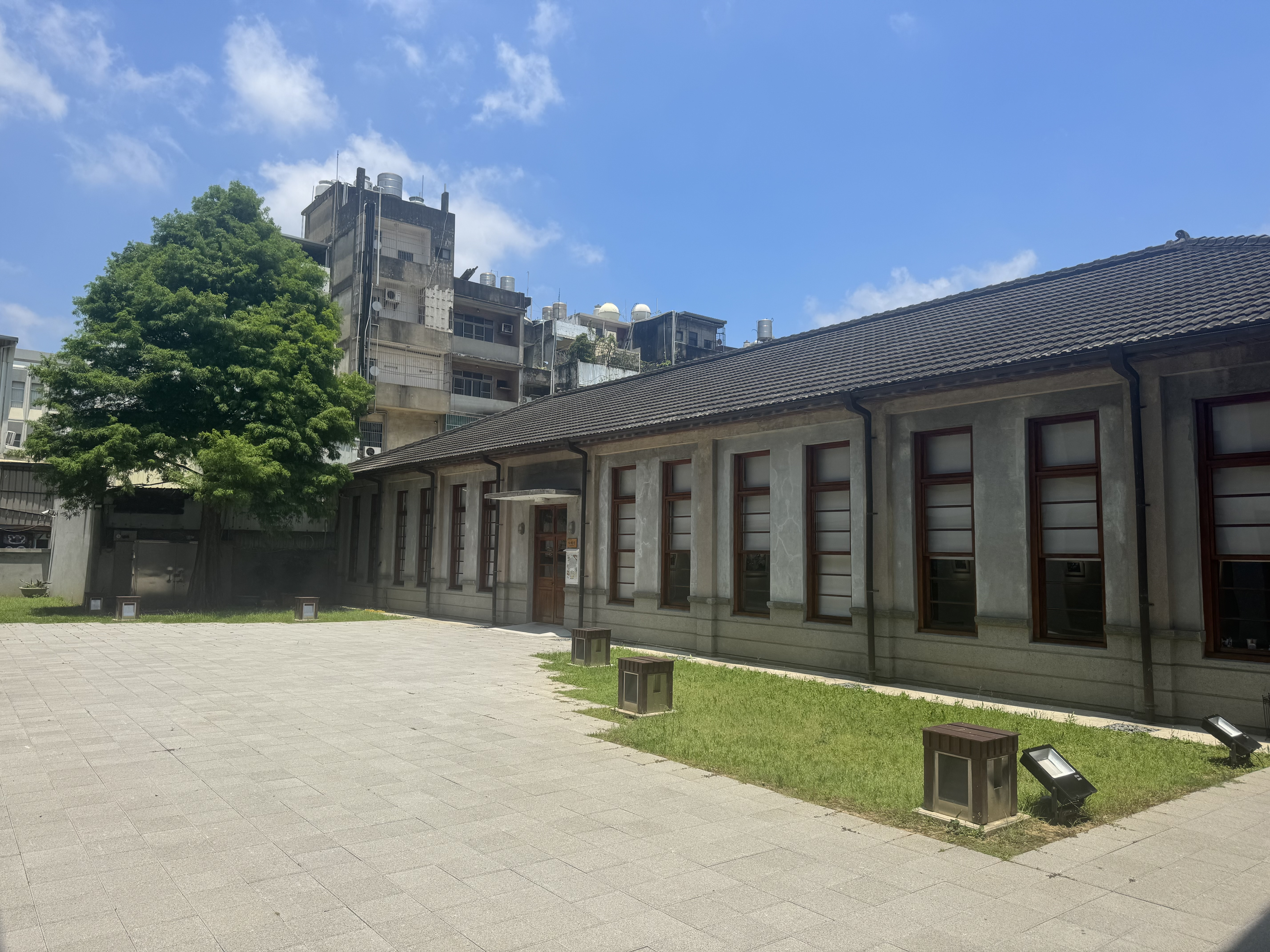
新竹公會堂後側

2008年3月9日，新竹公會堂改作為國立新竹生活美學館。
文史學者及藝文人士擔心新竹公會堂構造受白蟻侵蝕情形日益嚴重，於是2016年進行修復再利用整體規劃。2018年8月8日，新竹市古蹟、歷史建築、聚落及遺址、文化景觀審議委員會通過修復再利用計畫。2019年2月18日封館，3月11日進行整修。2022年10月24日，修復完工重新開放。